# 721
Раннє Середньовіччя. Триває чума Юстиніана. У Східній Римській імперії продовжується правління Лева III. Більшу частину території Італії займає Лангобардське королівство, деякі області належать Візантії. У Франкському королівстві формально править династія Меровінгів при фактичній владі в руках Карла Мартела. В Англії триває період гептархії. Авари та слов'яни утвердилися на Балканах. Центр Аварського каганату лежить у Паннонії. Існують слов'янські держави: Карантанія та Перше Болгарське царство.
Омеядський халіфат займає Аравійський півострів, Сирію, Палестину, Персію, Єгипет, Північну Африку та Піренейський півострів. У Китаї править династія Тан. Індія роздроблена. В Японії почався період Нара. Хазарський каганат підпорядкував собі кочові народи на великій степовій території між Азовським морем та Аралом. Відновився Тюркський каганат.
На території лісостепової України в VIII столітті виділяють пеньківську й корчацьку археологічні культури. У VIII столітті продовжилося швидке розселення слов'ян. У Північному Причорномор'ї співіснують різні кочові племена, зокрема булгари, хозари, алани, авари, тюрки, кримські готи.

## Події
- 13 лютого королем Франкського королівства проголошено Теодеріха IV. Реальна влада зберігається в руках Карла Мартела всюди в королівстві, окрім Аквітанії, де править Едо Великий.
- 9 липня в битві під Тулузою герцог Аквітанії Едо Великий завдав поразки мавританським військами. Це перша поразка великого арабського контингенту в Європі.
- Абдур-Рахман ібн Абдалах відійшов до Нарбонна.
- Халіф Язід II розпочав кампанію іконоборства, внаслідок якої було знищено численні твори античного мистецтва. Заборонені будь-які зображення людей і тварин, а також використання хреста.
- За легендою цього року Любуша вказала місце для побудови Праги.